# Vladimír Gončarov
Vladimír Gončarov, nebo také Vladimir Goncharov (* Krasnodar) je ruský tanečník, pedagog a sólista baletu Severočeského divadla opery a baletu v Ústí nad Labem. Jeho manželkou je operní pěvkyně Inna Davidenko.

## Život
Pro balet se poprvé nadchl v deseti letech. Jeho rodiče zprvu odmítali myšlenku, že jejich syn bude tanečníkem a když dělal přijímací zkoušky na konzervatoř v Alma-Atě, doufali, že nebude přijat. Na konzervatoř ale byl přijat a následně přešel na Státní baletní konzervatoř v Permu. Poté co ji dokončil, získal angažmá v Akademickém divadle P. I Čajkovského v Permu. Protože ho ale vždy lákalo zahraničí, působil v divadelní sezoně 1997/1998 jako sólista Velkého divadla v Poznani. Zde se dozvěděl od kolegy o Severočeském divadle opery a baletu v Ústí nad Labem. Zúčastnil se konkurzu do tohoto divadla a následně byl přijat. V divadle byl od roku 1998 nejdříve členem souboru baletu a od ledna 2000 jeho sólistou. Od září 2007 vede starší žáky v Baletním studiu a začal vytvářet choreografii pro toto studio a následně i pro divadlo. Od roku 2010 učí na Konzervatoři Teplice pohybovou výchovu a operní herectví.
Během své profesní taneční kariéry si v Severočeském divadle opery a baletu zahrál několik rolích z klasického i moderního repertoáru, jako byl například 
Čaroděj v Aladinovi, Girej v Bachčisarajské fontáně, Partajník v Café Aussig, Escamillo v Carmen, mladý Casanova v Casanově, Catullus v Catulli Carmina, Coppélius v Coppélie, Espada ve Donu Quijotovi, Raymond Asso v Edithe – vrabčákovi z předměstí, Händel ve Farinelli, Albert v Giselle, Princ a Rudovous v Labutím jezeře, Princ Louskáček v Louskáčkovi, Matka Simona v Marné opatrnosti, Peer Gynt v Peeru Gyntu, Princ v Popelce, Romeo v Romeovi a Julii, Princ Desirée ve Spící krasavici a Lucifer ve Z pohádky do pohádky.
Za rok 2008 obdržel cenu Thálie v oboru balet, pantomima a současný tanec za ztvárnění role Čobana v inscenaci Cikánské kořeny/í. Za tuto roli obdržel i cenu za nejlepší sólistický výkon od Tanečního sdružení České republiky. V roce 2011 zvítězil v anketě Severočeského Metropolu, a stal se tak osobností roku Ústeckého Kraje v kategorii kultura. V roce 2013 obdržel Cenu hejtmana Ústeckého kraje v oblasti kultura.